# Smiley Smile
Smiley Smile (с англ. — «Широкая улыбка») — двенадцатый студийный альбом американской рок-группы The Beach Boys, выпущенный 18 сентября 1967 года. Задуманный как более простая и непринуждённая версия их незавершённого альбома Smile, Smiley Smile отличается незамысловатыми аранжировками, эстетикой «под кайфом» и лоу-файным звучанием. Критики и фанаты в целом восприняли альбом и его главный сингл «Heroes and Villains» с недоумением и разочарованием. Альбом занял 9-е место в британских чартах, но плохо продавался в США, достигнув лишь 41-го места — это был самый низкий показатель группы на тот момент.
После заявления главного автора песен Брайана Уилсона о том, что от большинства оригинальных записей Smile придётся отказаться, бо́льшая часть сессий звукозаписи проходила в течение шести недель в его импровизированной домашней студии с использованием оборудования для радиовещания, расстроенного фортепиано, электронного баса, мелодики, подручных предметов для перкуссии и театрального органа Baldwin. Нетрадиционный процесс записи сочетал в себе экспериментальную атмосферу вечеринки с короткими музыкальными фрагментами, смонтированными в произвольном порядке. Это сочетание инженерных методов, использованных в «Good Vibrations» (1966 г.), с непринуждённой атмосферой альбома Beach Boys’ Party! (1965 г.). Несмотря на то, что Уилсон руководил этими сессиями, он намеренно впервые указал в качестве продюсера альбома всю группу.
С конца 1966-го до середины 1967 года выпуск альбома Smile неоднократно откладывался, в то время как вокруг The Beach Boys разгорался ажиотаж в СМИ, провозглашавших Уилсона «гением». После урегулирования споров о платежах с Capitol Records альбом Smiley Smile был выпущен в сотрудничестве с Brother Records — новой собственной звукозаписывающей компанией группы. Второй сингл «Gettin’ Hungry» был записан Уилсоном и Майком Лавом, но не попал в чарты. Альбом Smile остался незавершённым, так как группа сразу же приступила к записи Lei’d in Hawaii — незавершённого концертного альбома с выступлениями в стиле Smiley Smile и Wild Honey, выпущенного в декабре 1967 года.
С тех пор Smiley Smile стал фаворитом критиков и культовой группой, повлиявшей на развитие жанров лоу-фай, эмбиент и бедрум-поп. Этот альбом часто называют одним из лучших в жанре чиллаут за его положительное влияние на слушателей, переживающих «отходняк» после приёма ЛСД. По крайней мере, одна наркологическая клиника использует его в своей работе. В 1974 году он занял 64-е место в списке величайших альбомов всех времён по версии журнала NME. Отрывки и лучшие моменты сессий из альбома вошли в сборники The Smile Sessions (2011 г.) и 1967 – Sunshine Tomorrow (2017 г.).

## Предыстория

### Оригинальные сессииSmile(1966—1967 гг.)

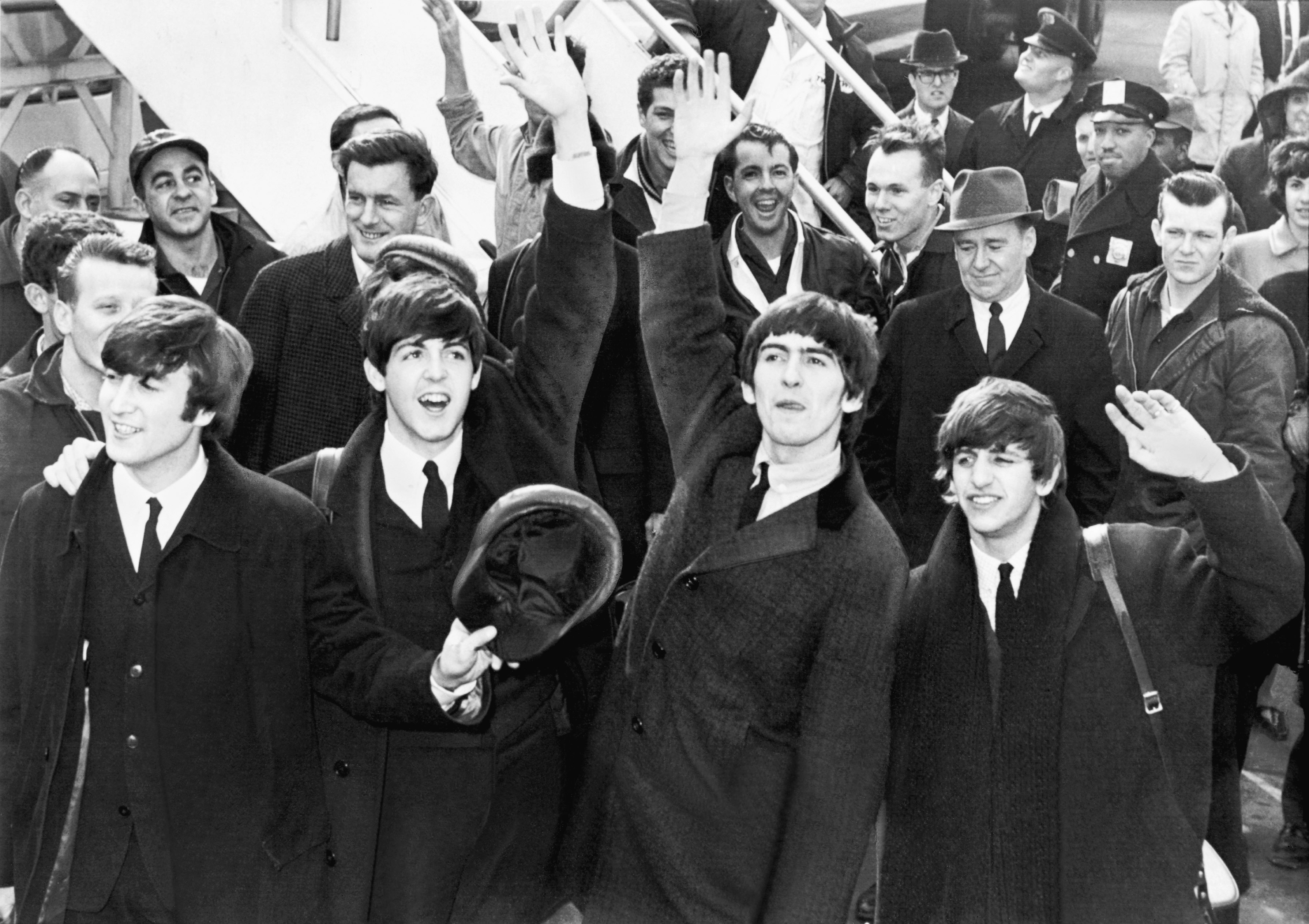
По словам Ван Дайка Паркса, Smile был частично задуман для того, чтобы освободить популярную музыку от влияния британских исполнителей, таких как The Beatles (на фото 1964 года).

Альбом Pet Sounds группы The Beach Boys, выпущенный 16 мая 1966 года, оказал огромное влияние на музыкальную индустрию. Он содержал утончённые и сложные оркестровые аранжировки, которые подняли престиж группы до уровня новаторов рок-музыки. Первые отзывы об альбоме в США были как отрицательными, так и условно положительными, но музыкальные журналисты в Великобритании приняли его очень благосклонно. Группа недавно наняла бывшего пресс-секретаря The Beatles Дерека Тейлора в качестве своего публициста. Лидер и автор песен группы Beach Boys Брайан Уилсон был недоволен тем, что группу считали устаревшими сёрферами, и попросил Тейлора создать для группы новый имидж — модных икон контркультуры. В результате Тейлор возглавил медиакампанию со слоганом «Брайан Уилсон — гений».
В октябре 1966 года группа выпустила альбом Pet Sounds, а затем сингл «Good Vibrations», над которым они долго работали и который имел большой международный успех. К тому времени был задуман альбом под названием Smile, который стал продолжением подхода к записи этой песни. Уилсон сочинял музыку в сотрудничестве с поэтом-песенником Ван Дайком Парксом. Уилсон рассматривал Smile как площадку для реализации всех своих интеллектуальных увлечений, таких как интерес к духовности и её связи с юмором и смехом. Он сказал журналу Melody Maker, что «Наш новый альбом будет лучше, чем Pet Sounds. Он будет таким же улучшением по сравнению с Sounds, как и тот был по сравнению с нашим альбомом 1965 года Summer Days». К концу года журнал NME провёл ежегодный опрос читателей, по результатам которого Beach Boys были признаны лучшей вокальной группой в мире, опередив The Beatles и The Rolling Stones.

### Судебный процесс и крах (февраль-июнь 1967 года)

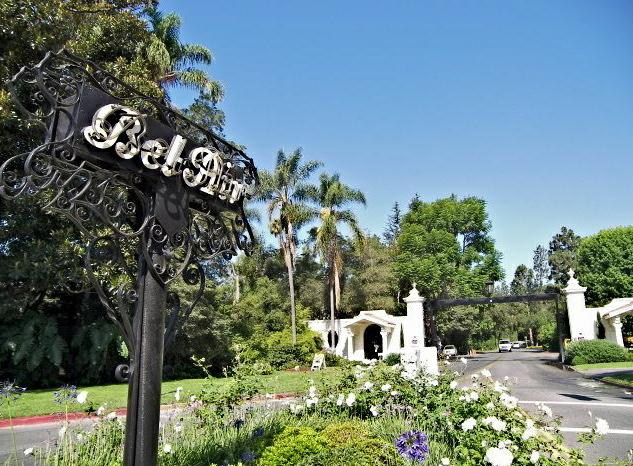
Бель-Эйр, Лос-Анджелес, куда Брайан Уилсон переехал в апреле 1967 года и открыл домашнюю студию.

Бизнес-партнёр Дэвид Андерле попытался создать независимый лейбл Brother Records, чтобы «привнести в индустрию звукозаписи совершенно новые концепции и предоставить Beach Boys полный творческий и рекламный контроль над их продуктом». В феврале 1967 года против Capitol Records был подан иск на сумму 255 000 долларов (что эквивалентно 2,4 миллиона долларов в 2024 году) за невыплаченные роялти. В рамках судебного разбирательства также была предпринята попытка расторгнуть контракт группы с Capitol до истечения срока его действия в ноябре 1969 года. В апреле 1967 года Уилсон и его жена выставили на продажу свой дом в Беверли-Хиллз и переехали в недавно купленный особняк в Бель-Эйр. Уилсон также приступил к строительству собственной домашней студии.
Паркс окончательно покинул проект в апреле, а Андерл последовал его примеру несколько недель спустя. С середины апреля до начала мая Уилсон взял четырёхнедельный перерыв в студийных записях. 26 апреля Карл Уилсон был арестован за уклонение от призыва в армию США и позже освобождён под залог. 28 апреля, чтобы прорекламировать предстоящий тур группы по Великобритании, EMI выпустила сингл «Then I Kissed Her», к огорчению группы, которая не одобряла этот релиз. 6 мая, через неделю после заявления о том, что альбом Smile выйдет «в любой момент», Тейлор сообщил в Disc & Music Echo, что Уилсон «отказался» от альбома. Однако утверждение Тейлора об отмене альбома на тот момент, скорее всего, было ложным. На Beach Boys по-прежнему оказывалось давление, и они были обязаны по контракту выпустить альбом для Capitol. Бо́льшую часть мая гастролирующая группа давала концерты в Европе, а Брайан возобновил запись в профессиональных студиях, некоторые из которых были закрыты в последний момент.
Брайан просто сказал: «Я не могу этого сделать. Вместо этого мы сделаем упрощённую версию. Мы просто не будем напрягаться. Я буду петь в бассейне. Или давай сходим в спортзал и отработаем наши партии». Это был Smiley Smile.
В 1967 году публичный образ Уилсона сводился к образу «эксцентричного» человека, в то время как на тревожный и взрослеющий молодёжный рынок выходило множество революционных рок-альбомов. Какое-то время Beach Boys были главными соперниками Beatlesб и Уилсон опасался, что если Smile выйдет вслед за очередным успешным с точки зрения критиков релизом Beatles, то его альбом будут несправедливо сравнивать с ним. Его гонка была фактически проиграна, когда The Beatles выпустили альбом Sgt. Pepper's Lonely Hearts Club Band (май 1967 года). К июню Уилсон заявил своим коллегам по группе, что бо́льшая часть материала, записанного для Smile, будет отброшена. В интервью, которое он дал в январе 1968 года, он намекнул, что у него закончились идеи «в общепринятом смысле» и что он был «почти готов умереть» до выхода Smiley Smile. Он сказал: «Я решил больше не пытаться и не делать таких великих дел».

## Содержание и стиль

### Модульный подход и атмосфера записи
После записи песни «Good Vibrations» в 1966 году Уилсон разработал новый метод работы. Вместо того чтобы работать над целыми песнями с чёткими масштабными синтаксическими структурами, Уилсон ограничился записью коротких взаимозаменяемых фрагментов (или «модулей»). С помощью метода склейки плёнок каждый фрагмент можно было собрать в линейную последовательность, что позволяло в дальнейшем создавать любое количество более крупных структур и композиций с разным настроением. Альбом Smiley Smile продолжил эту традицию. Альбом также продолжил эксперименты Брайана с «треками для вечеринок» — формой музыки, в которой звучат крики и другие шумы, как на вечеринке. Брайан применил этот подход в альбоме Beach Boys’ Party! в 1965 году, тем самым объединив стиль этого альбома с методом модульной композиции, который он разработал для «Good Vibrations».

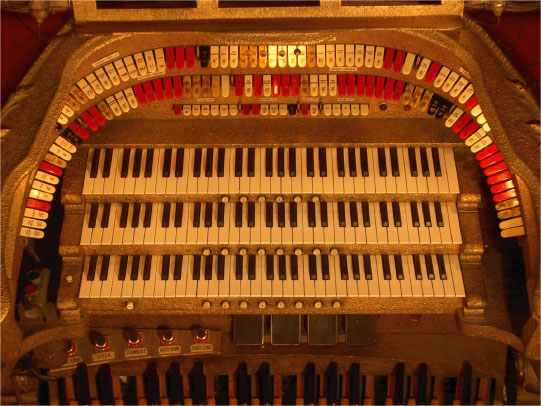
Центральным тембром на Smiley Smile стало звучание нового театрального органа Уилсона (точная модель на фото не представлена).

Бо́льшая часть альбома Smiley Smile была записана в импровизированной домашней студии Брайана с 3 июня по 14 июля 1967 года. Группа провела несколько первых сессий в Hollywood Sound Recorders и Western Studios. Все сессии после 11 июня проходили в домашней студии. Основные инструменты на этих сессиях — орган, фортепиано в стиле хонки-тонк и электро-бас, на которых играли сами Beach Boys, а не сессионные музыканты, как в большинстве их предыдущих работ. Во время записи альбома Брайан увлекся трёхъярусным органом Болдуина, что привело к более минималистичному подходу к новым аранжировкам. Бо́льшую часть партии фортепиано сыграл Брайан, а бо́льшую часть партии баса — Карл.
Это был первый альбом, продюсированием которого занималась вся группа, а не только Брайан. Деннис Уилсон объяснил: «Он сам этого хотел. Он сказал, что „это спродюсировано The Beach Boys“». На вопрос, является ли Брайан «по-прежнему продюсером Smiley Smile», Карл ответил: «Совершенно определённо». Он описал Smiley Smile как импровизированный, не требующий больших усилий проект, который был «больше похоже на „джемовый“ альбом». Брайан признал: «Мы около полугода работали над другой вещью, но мы взялись за дело и в итоге записали всё это здесь, дома, с совершенно иным настроением и подходом, чем то, с чего мы изначально начинали». Когда его спросили о том, почему группа выбрала такой подход, он заявил: «Просто у нас была особая атмосфера, в которой мы работали, и это вдохновило нас на то, что было на альбоме». Он сказал, что при записи альбома у него «не было никаких параноидальных ощущений»: «Нам было так весело. Эпоха Smiley Smile была настолько великолепной, что в это невозможно было поверить. Лично для меня, в духовном плане, всё было великолепно».
По мнению теоретика музыки Дэниела Харрисона, Smiley Smile — это не рок-музыка в том смысле, в котором этот термин понимался в 1967 году, и что некоторые части альбома «можно считать своего рода протоминималистичной рок-музыкой». В своей книге о психоделической музыке автор Джим Дерогатис назвал Smiley Smile произведением из «величайшей библиотеки психоделического рока». С другой стороны, в 2003 году Эдвин Фауст из журнала Stylus Magazine написал, что альбом «обволакивает слушателя наркотической искренностью, чего никогда не удавалось добиться более претенциозной и тяжеловесной психоделии той эпохи. Именно по этой причине Smiley Smile так хорошо сочетается с более современной экспериментальной поп-музыкой».
Музыкальный журналист Доменик Прайор отмечает, что, когда Beach Boys перестали работать в профессиональных студиях, «дисциплина, связанная с часами, ставками и переработками, исчезла». Майк Лав, вспоминая, как песня «She’s Goin’ Bald» была написана о минете, прокомментировал: «Мы были обкурены до чёртиков. Мы смеялись до упаду, когда записывали этот материал». Деннис вспоминал, что этот альбом был «самым весёлым из всего, что мы делали». Брюс Джонстон не участвовал в большинстве этих сессий. Позже он назвал эту работу «очень просторной» и «странной», но «такой тонкой и чертовски новаторской».

### Отличия отSmile
Карл Уилсон, как известно, сравнил Smiley Smile с «ударом с лёта вместо кручёной подачи». Из огромного количества материала, записанного Брайаном для Smile, для Smiley Smile были использованы только фрагменты минусовки для «Heroes and Villains» (записана в октябре 1966 года) и кода для «Vegetables» (записана в апреле 1967 года). Сравнивая оригинальные миксы Smile Брайана с версией «Heroes and Villains» альбома Smiley Smile, Эл Джардин назвал её «бледным подражанием <…> Брайан заново придумал эту песню для этой пластинки <…> Он намеренно не доработал песню». «Good Vibrations», которая записывалась с перерывами с февраля по сентябрь 1966 года, не отличается от оригинального сингла. Сообщается, что Брайан был против включения песни «Good Vibrations» в альбом Smiley Smile, но впервые его коллеги по группе настояли на своём.
«Wind Chimes», «Wonderful» и бо́льшая часть «Vegetables» были полностью перезаписаны с упрощёнными аранжировками. «Vegetables» была переработана в своего рода песню у костра, а в «Wonderful» клавесин и труба уступили место небрежно сыгранному органу, высокому бэк-вокалу и припеву в стиле ду-воп. Маримбы в «Wind Chimes» были заменены органом и диссонирующим шумом. В других треках использовались лишь незначительные элементы, например мелодическая линия, из других произведений Smile. В песне «She’s Goin’ Bald» мелодия куплета заимствована из фрагмента Smile, известного как «He Gives Speeches», «With Me Tonight» — это вариация на тему «Vegetables», а в «Fall Breaks and Back to Winter (W. Woodpecker Symphony)» используется повторяющийся мелодический хук из «Fire».
Несмотря на сообщения о том, что альбом Smile был отложен из-за того, что он был «слишком странным», группа не пыталась сделать музыкальное содержание Smiley Smile менее необычным для своих традиционных поклонников. Дэвид Андерле считал, что намерение Брайана состояло в том, чтобы «сохранить как можно больше Smile и в то же время немедленно включить её в свой давно обсуждаемый юмористический альбом». Согласно современной статье Hullabaloo: «Название, предложенное двоюродным братом Уилсона Барри Тернбуллом, отражает счастливую концепцию альбома, оно взято из индийского афоризма: „Улыбка, которую вы посылаете, возвращается к вам“». На обложке была представлена новая иллюстрация магазина улыбок Фрэнка Холмса, на этот раз расположенного посреди заросших джунглей.
Альбом Smiley Smile был выпущен без непосредственного участия Ван Дайка Паркса. Единственными песнями, которые, казалось, не имели никакого отношения к оригинальному альбому Smile, были «Little Pad» и «Gettin’ Hungry». Кроме того, хотя Пол Маккартни из The Beatles присутствовал на сессии в апреле 1967 года, где записывалась песня «Vegetables», запись, на которой он, как сообщается, имитировал хруст сельдерея, не использовалась в Smiley Smile.

### Технические аспекты и сведения
Smiley Smile была записана на восьмидорожечный магнитофон, при этом все музыкальные фрагменты были распределены по многочисленным катушкам. Другими словами, для вступления, куплетов, припевов и концовки была выделена отдельная катушка. The Beach Boys записывались преимущественно на оборудовании для радиовещания, в котором отсутствовали многие технические элементы и эффекты, характерные для профессиональных студий. Студия, оборудованная в доме Брайана в середине 1967 года для записи альбома Smiley Smile, находилась в зачаточном состоянии. Из-за того, что Брайан решил записывать альбом у себя дома, у него было мало времени, чтобы полностью оборудовать резиденцию в Бель-Эйр как полноценную студию звукозаписи.
Треки обычно строились вокруг игры Уилсона на фортепиано, которая обычно не включалась в финальную запись. Этот процесс был эквивалентен использованию клик-треков за десять лет до того, как они стали популярными. Некоторые моменты записи были использованы в своих интересах, например, в песне «With Me Tonight», которая содержит неформальную связь между куплетом и припевом посредством голоса, произносящего «good», как в «good take», произнесённом другом группы Арни Геллером из диспетчерской. Ещё одной примечательной особенностью была манипуляция записью на пленку, когда к нескольким вокальным партиям применялась переменная скорость. В песне «She’s Goin’ Bald» для повышения тональности вокала группы без изменения темпа использовалось новое устройство под названием Eltro Information Rate Changer.
По мере проведения сессий домашняя студия перемещалась в разные помещения. Это привело к появлению нетрадиционных способов получения определённых звуков в домашних условиях, например, вместо эхо-камеры. Звукорежиссёр альбома Джим Локерт вспоминал, как «в бассейне Брайана была протечка, и он был пуст, поэтому мы положили микрофон на дно этого чертовски большого бассейна, а парни легли в него и пели так, чтобы звук стекал по стенке бетонного бассейна в микрофон — и это стало частью вокала в одной из песен». Часть вокала также была записана в душе.
Локерт подробно описал уникальный и трудоёмкий процесс финального сведения альбома, который начался в пять часов вечера и завершился на следующее утро в студии 3 Уолли Хайдера в Голливуде. Стратегия сведения заключалась в последовательном сведении вступления и первого куплета каждой песни непосредственно на двухдорожечную плёнку. Вместо того чтобы создавать копии для сведения, команда удаляла вокал из сведённого фрагмента, записывала гармонию и ведущие партии для следующего куплета и сводила их на ту же плёнку. Этот тщательный подход применялся к каждой части песни, и к концу сессии альбом был полностью сведён и отредактирован. Локерт вспоминал: «Один из парней из Wally Heider был моим вторым звукоринженером, и он сказал: „Ну, я никогда не верил в чудеса, но сегодня я стал их свидетелем“. Вот как они это сделали. Это была не моя идея. Они сводили припев и куплет, припев и куплет, а также вступление, и все уровни должны были совпадать».

## Выпуск
The Beach Boys изначально участвовали в организации фестиваля поп-музыки в Монтерее, который состоялся в июне 1967 года. В последнюю минуту группа объявила, что не сможет выступить на фестивале по причинам, связанным с призывом Карла в армию и их обязательствами закончить работу над альбомом «Heroes and Villains» для Capitol. Дерек Тейлор, который уволился из группы, чтобы сосредоточиться на организации фестиваля, вспоминал, что отказ от участия в программе «несомненно выставил группу в очень плохом свете. В то время их, конечно, сильно критиковали за это. Это было похоже на признание поражения». Биограф Дэвид Лиф объяснил: «Монтерей был местом, где собирались любители „экзотических“ звуков „нового“ рока <…> и считается, что именно из-за того, что они там не появились, „андеграунд“ отвернулся от них». Недоброжелатели называли группу «Bleach Boys» и «The California Hypes», поскольку внимание СМИ переключилось с Лос-Анджелеса на события в Сан-Франциско.

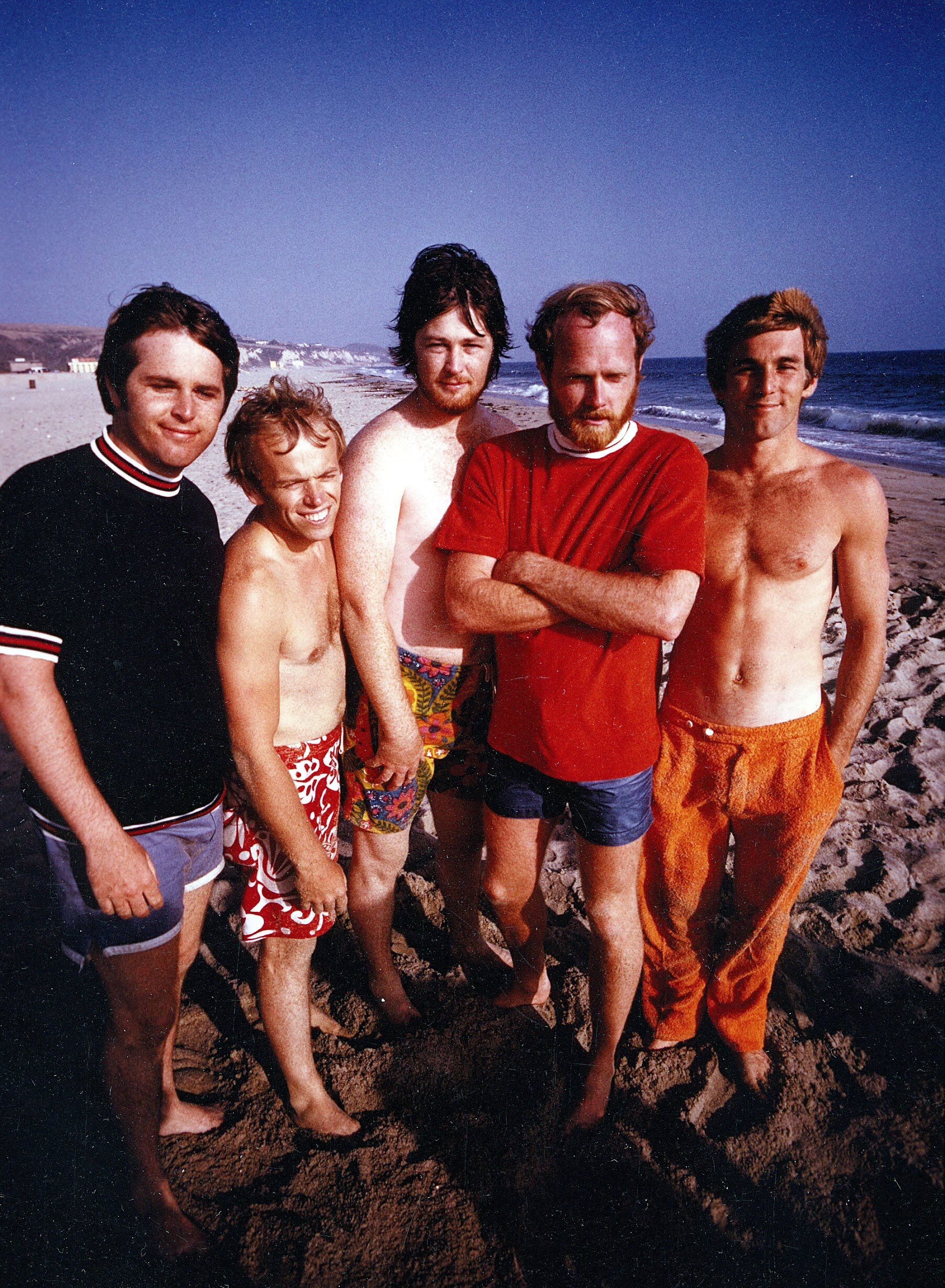
Группа на пляже Зума в Малибу, июль 1967 года.

Иск Capitol в конечном итоге был урегулирован во внесудебном порядке, и Beach Boys получили причитающиеся гонорары в обмен на распространение Brother Records через Capitol Records, а также гарантию того, что группа получит прибыль не менее миллиона долларов. Официальное объявление о решении было сделано 18 июля. A&R-директор Capitol Карл Энгеманн начал распространять памятку, датированную 25 июля, в которой Smiley Smile упоминался как временная мера для Smile. В служебной записке также обсуждались разговоры между ним и Уилсоном о выпуске альбома Smile из 10 треков, в который не вошли бы песни «Heroes and Villains» и «Vegetables». В июле на лейбле Brother были выпущены два сингла: «Heroes and Villains» и «Gettin’ Hungry». Первый из них занял 12-е место в Billboard Hot 100. Последняя песня была записана не Beach Boys, а Брайаном Уилсоном и Майком Лавом.
Альбом Smile так и не вышел; вместо этого группа отыграла два концерта в зале в Гонолулу, которые были сняты и записаны с целью выпустить концертный альбом Lei’d in Hawaii. На сцене группа исполнила «Heroes and Villains» и «Gettin’ Hungry», а также переработала свои прошлые хиты в стиле Smiley Smile. Прайор пишет, что это выступление было своего рода «попыткой группы загладить вину» за отмену концерта в Монтерее. Брюс Джонстон, который отсутствовал на большинстве сессий записи Smiley Smile, не сопровождал группу, в отличие от Брайана. В начале августа Джонстон сообщил британской прессе, что слышал Smiley Smile, а когда его спросили о Smile, сказал, что альбом выйдет «в течение следующих двух месяцев».
18 сентября 1967 года в США был выпущен альбом Smiley Smile. Пластинка достигла 41-й строчки в чартах Billboard, что сделало её их самым продаваемым альбомом на тот момент. Бо́льшую часть своей 21-недельной истории альбом продержался в чартах ниже 100 и 197 позиций. Когда в ноябре он был выпущен в Великобритании, его результаты улучшились, достигнув 9-го места в Record Retailer LPs Chart. Во время своего ежегодного турне по США в честь Дня благодарения группа не исполняла ни один из треков с альбома Smiley Smile, кроме «Good Vibrations». В декабрьском интервью Майк Лав признал, что Smiley Smile «сбил с толку и озадачил» публику и что у группы «было ощущение, что мы заходим слишком далеко, теряем связь с реальностью». Он пообещал, что их следующий альбом, которым тогда должен был стать Wild Honey, вернёт группу «на землю».

## Последствия и архивные материалы

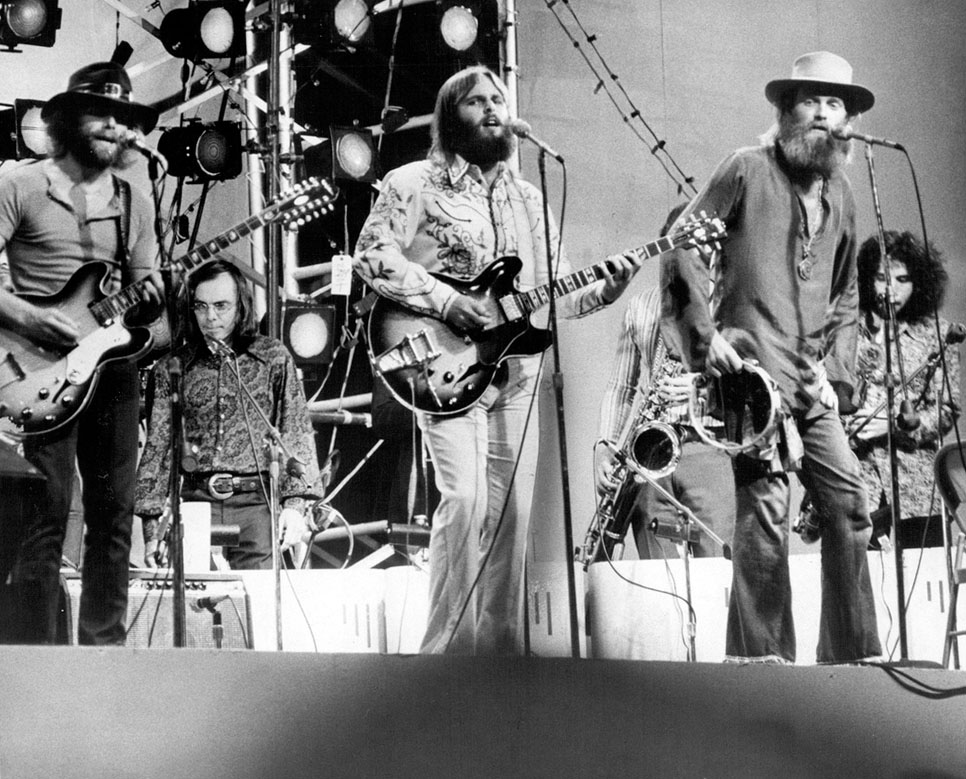
The Beach Boys исполняют «Heroes and Villains» в Центральном парке города Нью-Йорк, 1971 год.

Smiley Smile стал первым в серии лоу-фай-альбомов Beach Boys, состоящей из трех частей (предшествовавшей Wild Honey и Friends), и первым в семилетней череде альбомов Beach Boys, не получивших должного успеха (завершившейся сборником Endless Summer 1974 года). Эпоха Smile, как правило, рассматривается как окончание самого творческого периода The Beach Boys в креативном плане и момент, после которого Брайан начал постепенно отказываться от своих полномочий творческого лидера группы.
Оглядываясь назад, Брюс Джонстон сказал, что Smiley Smile был «в тысячу раз лучше, чем оригинальный Smile <…> Для меня это самый недооценённый альбом во всём каталоге». Деннис Уилсон сказал: «Он не был таким амбициозным, как Pet Sounds. Но <…> Я слушал его в джунглях в Африке, и он звучал великолепно». С другой стороны, Эл Джардин считал, что «на этом альбоме есть несколько довольно крутых песен, но мне не понравилось, что некоторые песни Smile были переработаны. Мне это не по духу». Майк Лав писал: «Некоторые из записанных нами песен едва ли можно было назвать песнями. Это были песнопения, пространные фрагменты, странные звуковые эффекты. Каждая группа выпускает хотя бы один плохой альбом <…> Не думаю, что Брайан хотел, чтобы его ассоциировали с этим».
Большая часть последующих записей группы с 1967 по 1970 год была выдержана в тех же экспериментальных традициях, что и Smiley Smile, а именно: минимальное количество инструментов, более расслабленный состав и кажущееся пренебрежение к качеству записи. Многие сессионные музыканты рассказывали, что Beach Boys не мешали Брайану работать, когда записывались в известных студиях, но как только группа сделала домашнюю студию своей основной базой, его коллеги стали более активно участвовать в принятии творческих решений. Карл занял место Брайана как наиболее значимого участника в музыкальном плане, и Брайан не был указан в качестве продюсера ни на одном из альбомов Beach Boys вплоть до 15 Big Ones 1976 года.
Материал Smile продолжал появляться в более поздних релизах, часто в качестве бонус-треков, чтобы компенсировать нежелание Брайана участвовать в процессе. «Cool, Cool Water», композиция с сессий Smiley Smile и Wild Honey, была частично перезаписана и выпущена в качестве заключительного трека для альбома Sunflower (1970 г.). Когда в 2011 году был выпущен бокс-сет The Smile Sessions, сопродюсер Марк Линетт признал, что «есть вещи, о которых некоторые люди думают — должны ли там быть сессии из Smiley Smile, — с такими треками, как „Can’t Wait Too Long“, мы попадаем в очень неопределённую область». В 2017 году дополнительные записи с альбома были опубликованы на сборнике раритетных записей 1967 – Sunshine Tomorrow. Несколько месяцев спустя за сборником последовали ещё два эксклюзивных цифровых релиза: 1967 — Sunshine Tomorrow 2: The Studio Sessions и 1967 — Live Sunshine.

## Отзывы критиков

### Первоначальные обзоры
По словам журналиста Ника Кента, Smiley Smile «выглядел как самое разочаровывающее музыкальное произведение 1960-х». Это стало «большим разочарованием» для фанатов, многие из которых ожидали увидеть что-то похожее на Pet Sounds и Sgt. Pepper группы The Beatles. По словам писателя Скотта Шиндера, пластинка была выпущена «к всеобщему недоумению. В то время как Smile мог бы расколоть фанатов Beach Boys, если бы вышел в свет, Smiley Smile просто поставил их в тупик». Андерле сказал, что все новые фанаты, которых группа привлекла альбомом Pet Sounds, «сразу же потерялись с выходом „Heroes of Villains“, а затем и альбома Smiley Smile». Биограф Кит Бэдман пишет, что музыкальная пресса в ответ «фактически внесла группу в чёрный список, отказываясь рецензировать их последние записи или делая это спустя долгое время после их выхода».
«Несомненно, это худший альбом, когда-либо выпущенный The Beach Boys», — писали в журнале Melody Maker. «Престиж был серьёзно подорван». В рецензии в Hit Parader альбом хвалили за то, что в нём «вероятно, больше гармонии а капелла, чем в любом другом альбоме с момента заката эры вокальных групп в конце 1950-х», но при этом отмечали, что «Pet Sounds всё равно лучше». В NME написали: «По меркам, которые установила для себя эта группа, альбом более чем разочаровывает». В Hi Fidelity сказали: «<…> они идут по психоделическому пути <…> возможно, в незабываемом городе Фресно. Пока они не доберутся до моста через залив Сан-Франциско или не вернутся на берега Малибу <…> их работа может получить лишь частичное одобрение».
Уэсли Лейн из Record Mirror более благосклонно отозвался о пластинке и предсказал, что Smiley Smile «вероятно, возглавит чарты лонгплеев». Он считал, что в целом в альбоме больше хороших песен, чем в Pet Sounds, а также что он «чрезвычайно умный и коварный <…> продюсирование и аранжировки, которые вписываются в современную психоделическую эстетику, но при этом не являются откровенно кислотными». В газете Milwaukee Sentinel назвали пластинку «вероятно, самым ценным вкладом в рок-музыку со времён альбома The Beatles Revolver» и отметила, что она не похожа ни на что из того, что делали The Beatles. В журнале Cheetah оставили восторженный отзыв об альбоме, отметив, что «настроение скорее детское (не инфантильное) — та невинность, которая видна на обложке альбома с его животными и лесом в духе Руссо, а также с дымом из трубы хижины, образующим название. <…> Выражение, которое возникает при прослушивании этой музыки, очень странное: это очень личное настроение». Журналист New York Times Ричард Гольдштейн посетовал, что «альбом — это запоминающееся, хоть и бессвязное, а также по-настоящему религиозное переживание. Каждый должен сам решить, ради чего стоит слушать проповедь». В своей колонке в журнале Esquire за май 1968 года Роберт Кристгау похвалил минимализм Smiley Smile, охарактеризовав пластинку как «лёгкую» и назвав намеренно некоммерческое звучание альбома «уникальным и почти идеальным».
Споры о том, стоит ли воспринимать группу как серьёзную рок-группу, продолжались и в следующем году. 14 декабря 1967 года редактор и соучредитель журнала Rolling Stone Ян Веннер опубликовал влиятельную статью, в которой осудил «гений» Уилсона, назвав его «рекламным шутом», а также самих Beach Boys, которых он назвал «ярким примером группы, которая зациклилась на попытках догнать The Beatles». Он написал, что «по какой-то причине Smiley Smile просто не цепляет <…> песни просто не трогают. Они бессмысленны, если не считать виртуозной работы Брайана Уилсона над продюсированием». В феврале 1968 года рецензент журнала Rolling Stone назвал альбом «катастрофой» и «неудачной попыткой сравняться в таланте с Ленноном и Маккартни».

### Ретроспективные оценки
| Оценки критиков                   | Оценки критиков |
| Источник                          | Оценка          |
| --------------------------------- | --------------- |
| AllMusic                          | [ 114 ]         |
| Blender                           | [ 4 ]           |
| The Encyclopedia of Popular Music | [ 128 ]         |
| MusicHound                        | [ 129 ]         |
| Pitchfork Media                   | 9.5/10          |
| The Rolling Stone Album Guide     | [ 130 ]         |

С тех пор Smiley Smile стал культовым и любимым альбомом критиков в каталоге The Beach Boys. По оценке биографа Питера Эймса Карлина, «репутация альбома улучшилась, если оглянуться назад», особенно после выхода «урезанных альбомов с бородавками и всем остальным» других исполнителей, включая Боба Дилана (John Wesley Harding 1967 года) и The Beatles (The Beatles 1968 года). В 1971 году Ричард Уильямс из Melody Maker в своей статье назвал Smiley Smile «Великим неизвестным поп-альбомом», который был «либо проигнорирован, либо отвергнут рецензентами». Преобладающая негативная реакция на альбом смягчилась после его переиздания в 1974 году — в том же году сотрудники журнала NME поставили его на 62-е место в списке величайших альбомов всех времён.
С середины 1970-х годов у альбома появились поклонники, которые ценят его за низкое качество записи, что делает его важной частью творчества Уилсона. Среди поклонников лоу-фай-искусства он считается шедевром. Рецензируя альбом для AllMusic, Ричи Унтербергер назвал его «довольно изящной, хоть и незначительной попыткой, которая выглядит очень странно». Спенсер Оуэн из Pitchfork Media назвал его «почти шедевром. Если бы никто не знал о существовании Smile, этот альбом мог бы стать современной классикой <…> И хотя этот альбом и близко не стоит с той звуковой революцией, которую уже совершил Sgt. Pepper, новаторское продюсирование и аранжировки Уилсона по-прежнему раскрывают лучшее в каждом треке». Дуглас Волк из Blender назвал его «психоделическим альбомом The Boys — резким, наркотическим и забавным, с самыми великолепными гармониями в их карьере»".
Кент был настроен менее благосклонно и утверждал, что альбом «не дотягивает» до уровня Smile из-за «тупых пародий на наркоманов, так называемых целительных песнопений и даже каких-то странных „безумных мелодий“ прямо из второсортного саундтрека Уолта Диснея». Джеффри Кэннон из The Guardian назвал тексты Паркса «претенциозными» и посчитал, что Паркс «испортил Брайана» во время записи Smiley Smile. Брайан Ролли из Paste поставил его на 2-е место в списке «10 самых разочаровывающих последующих альбомов», назвав его «разрозненной коллекцией минималистских записей и а капелла-битов, которые являются не столько песнями, сколько фрагментами разрушенной души». В 2004 году в журнале Paste он занял второе место в списке «10 самых разочаровывающих последующих альбомов». В издании The Rolling Stone Album Guide за 2004 год рецензент охарактеризовал Smiley Smile как «непоследовательный» и сказал, что, учитывая контекст его выхода в сентябре 1967 года, «альбом был похож на странное возвращение в прошлое — он подчеркнул, насколько далекими от психоделических времён стали эти калифорнийские серферы». В своей книге 2007 года «The Act You’ve Known for All These Years: The Life, and Afterlife, of Sgt. Pepper» Клинтон Хейлин пишет, что альбом «звучал как одноразовое контрактное обязательство» и, наряду с коммерческим провалом, это подтвердило «одно из самых впечатляющих поражений любой группы шестидесятых».
В 2000-х годах Smiley Smile начали включать в списки альбомов, которые «обязательно нужно послушать», составляемые различными изданиями. В 2000 году он занял 415-е место в книге Колина Ларкина «1000 лучших альбомов всех времён». В выпуске журнала Rolling Stone за 2007 год Роберт Кристгау и Дэвид Фрике назвали его одним из 40 важнейших альбомов 1967 года; Кристгау заявил: «Это не альбом-хит, это своего рода хит-парад». В 2017 году он занял 118-е место в списке лучших альбомов группы Pitchfork Media. величайшие альбомы 1960-х, где он был описан как «создавший свой собственный небольшой культ, привлекающий тех, кого привлекает его урезанная, в высшей степени спонтанная и глубоко накуренная атмосфера».

## Влияние и наследие

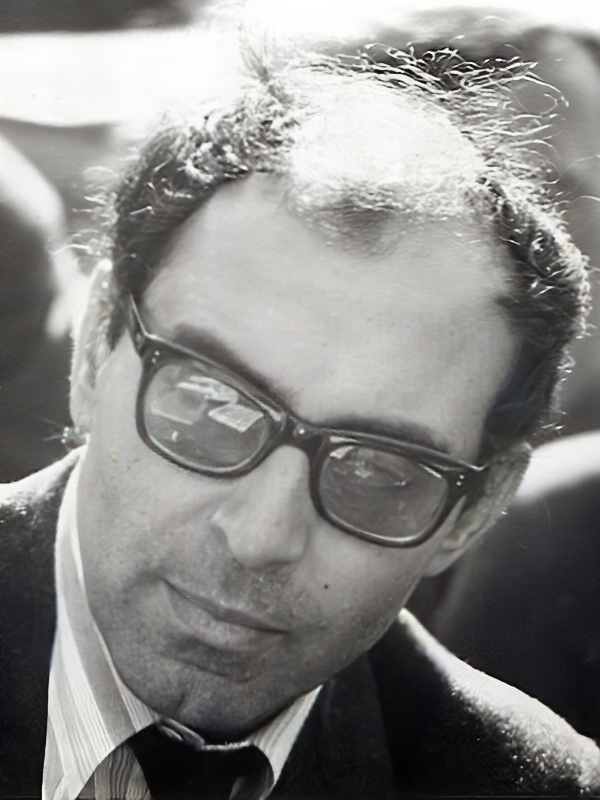
Элементы альбома сравнивали со стилем кинопроизводства Жан-Люка Годара.

В последующие годы Smiley Smile стал считаться одним из лучших альбомов в стиле чиллаут, который можно слушать во время выхода из состояния наркотического опьянения, вызванное ЛСД. По крайней мере, один наркологический центр использовал эту пластинку для успокоения пациентов. В 1970 году Карл Уилсон упомянул эту клинику, расположенную в Форт-Уэрте, штат Техас, в интервью для NME: «Они вообще не используют традиционные методы лечения. Всё, что они делают, — это включают пациенту наш альбом Smiley Smile, и, судя по всему, это действует как успокаивающее средство, которое расслабляет пациентов и помогает им полностью восстановиться после трипа».

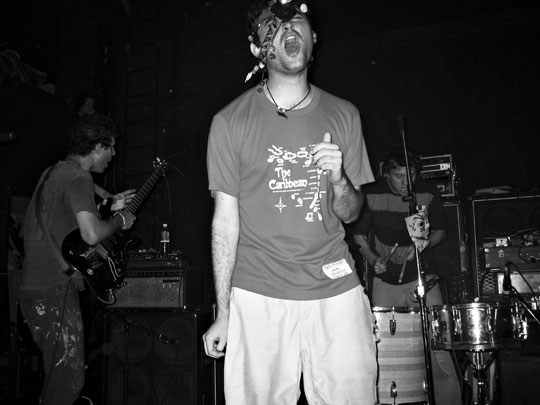
Smiley Smile предвосхитил такие лоу-фай-поп-группы, как Animal Collective.

Музыкальный теоретик Дэниел Харрисон пишет, что Smiley Smile можно рассматривать как произведение, родственное академической музыке в западной классической традиции, подчёркивая его новаторский вклад в рок как жанр, сравнимый с внедрением нетрадиционных техник, таких как атональность, в классическую музыку. В 1971 году он писал: Ричард Уильямс считал, что бессвязный и фрагментарный подход альбома обладает «всей эпиграмматической, загадочной силой японского хайку», содержащего «отрывки, написанные в условном времени (то есть песни легко переходят от реальности к фантазии) — техника, разработанная Годаром в кино и которую, насколько я знаю, только Уилсон перенял в поп-музыке».
Smiley Smile был одним из 100 альбомов, представленных в книге 2000 года «The Ambient Century» как глава в развитии эмбиентной музыки. Рецензент Pitchfork Media Марк Ричардсон написал, что альбом «по сути, изобрёл разновидность лоу-фай-музыки — бэдрум-поп, которая позже стала движущей силой таких музыкальных коллективов, как Sebadoh, Animal Collective и другие». Рон Харт из The New York Observer писал, что Smiley Smile фактически предвосхитил творчество Гарри Нилсона, Элвиса Костелло, Stereolab, The High Llamas, The Olivia Tremor Control и Father John Misty. Среди посвящённых ему трибьют-альбомов — Smiling Pets (1998 г.) и Portland Sings The Beach Boys «Smiley Smile» (2013 г.).
Среди других поклонников альбома — Пит Таунсенд из The Who и Робби Робертсон из The Band. Энди Партридж из XTC назвал эту пластинку одной из «самых влиятельных для меня», и она послужила непосредственным источником вдохновения для его песни «Season Cycle» (с альбома Skylarking, 1986 год). В интервью журналу Time Стивен Тайлер из Aerosmith заявил, что среди его любимых музыкальных подборок в «Desert Island Discs» — альбом Smiley Smile, «чисто из-за мелодичности, нахуй». Кейичи Сузуки и Хирокадзу Танака, композиторы японской серии ролевых видеоигр Mother, назвали Smiley Smile одним из факторов, повлиявших на саундтреки к играм. Комик Тревор Мур заявил, что музыкальная тема для телешоу его труппы «Самые белые парни, каких вы только знаете» была основана на песне «Little Pad», которая сама по себе использовалась в качестве вступительной темы для их живых выступлений.

## Список композиций
| №                   | Название                                                                                | Автор(ы)                                | Ведущий вокал              | Длительность |
| ------------------- | --------------------------------------------------------------------------------------- | --------------------------------------- | -------------------------- | ------------ |
| 1.                  | «Heroes and Villains»                                                                   | Брайан Уилсон, Ван Дайк Паркс           | Брайан Уилсон              | 3:40         |
| 2.                  | «Vegetables»                                                                            | Брайан Уилсон, Ван Дайк Паркс           | вся группа                 | 2:10         |
| 3.                  | «Fall Breaks and Back to Winter (W. Woodpecker Symphony)» (Инструментальная композиция) | Брайан Уилсон                           | —                          | 2:19         |
| 4.                  | «She’s Goin’ Bald»                                                                      | Брайан Уилсон, Майк Лав, Ван Дайк Паркс | Майк Лав                   | 2:19         |
| 5.                  | «Little Pad»                                                                            | Брайан Уилсон                           | Карл Уилсон, Брайан Уилсон | 2:33         |
| Общая длительность: | Общая длительность:                                                                     | Общая длительность:                     | Общая длительность:        | 13:02        |

| №                   | Название            | Автор(ы)                      | Ведущий вокал           | Длительность |
| ------------------- | ------------------- | ----------------------------- | ----------------------- | ------------ |
| 1.                  | «Good Vibrations»   | Брайан Уилсон, Майк Лав       | Карл Уилсон, Майк Лав   | 3:39         |
| 2.                  | «With Me Tonight»   | Брайан Уилсон                 | Карл Уилсон             | 2:20         |
| 3.                  | «Wind Chimes»       | Брайан Уилсон, Майк Лав       | вся группа              | 2:38         |
| 4.                  | «Gettin’ Hungry»    | Брайан Уилсон, Майк Лав       | Брайан Уилсон, Майк Лав | 2:29         |
| 5.                  | «Wonderful»         | Брайан Уилсон, Ван Дайк Паркс | Карл Уилсон             | 2:24         |
| 6.                  | «Whistle In»        | Брайан Уилсон                 | Карл Уилсон, Майк Лав   | 1:03         |
| Общая длительность: | Общая длительность: | Общая длительность:           | Общая длительность:     | 14:36        |

| №                   | Название                                                           | Автор(ы)                      | Ведущий вокал              | Длительность |
| ------------------- | ------------------------------------------------------------------ | ----------------------------- | -------------------------- | ------------ |
| 23.                 | «Heroes and Villains (Alternate Take)»                             | Брайан Уилсон, Ван Дайк Паркс | Брайан Уилсон              | 3:00         |
| 24.                 | «Good Vibrations (Various Sessions)» (Инструментальная композиция) | Брайан Уилсон                 | —                          | 6:57         |
| 25.                 | «Good Vibrations (Early Take)»                                     | Брайан Уилсон                 | Карл Уилсон, Брайан Уилсон | 3:03         |
| 26.                 | «You're Welcome»                                                   | Брайан Уилсон                 | вся группа                 | 1:11         |
| 27.                 | «Their Hearts Were Full of Spring»                                 | Бобби Троуп                   | вся группа                 | 2:33         |
| 28.                 | «Can't Wait Too Long»                                              | Брайан Уилсон                 | Брайан Уилсон, Карл Уилсон | 1:03         |
| Общая длительность: | Общая длительность:                                                | Общая длительность:           | Общая длительность:        | 17:47        |

Примечания
- Ведущий вокал, согласно примечаниям на обложке компакт-диска 1990 года, исполняет Дэвид Лиф[65]. В оригинальной версии Ван Дайк Паркс не был указан в качестве автора песни «Wonderful»[150].

## Участники записи[комм. 22]
The Beach Boys
- Ал Джардин — ведущий вокал, гармония и бэк-вокал, звуковые эффекты бутылки с водой
- Брюс Джонстон — бэк-вокал (в песне «Good Vibrations»)
- Майк Лав — ведущий вокал, гармония и бэк-вокал
- Брайан Уилсон — ведущий вокал, гармония и бэк-вокал, джанк-пианино, орган Болдуина, клавесин, электро-клавесин, тамбурин, электро-бас
- Карл Уилсон — ведущий вокал, гармония и бэк-вокал, гитара, шейкер
- Деннис Уилсон — гармония и бэк-вокал, орган Хаммонда

Дополнительные сессионные музыканты
- Билли Хинше — гармония и бэк-вокал (в песне «Heroes and Villains»)
- Ван Дайк Паркс — джанк-пианино
- Хэл Блейн — барабаны, литавры, шейкер
- Джимми Бонд — контрабас
- Фрэнк Кэпп — бонго с палочками
- Эл Кейси — электро-ритм-гитара
- Гэри Коулман — колокольчики для саней
- Стив Дуглас — теноровая флейта
- Джесси Эрлич — виолончель
- Джин Эстес — поршневая флейта
- Джим Гордон — барабаны
- Билл Грин — контра-кларнет, бас-саксофон
- Джим Хорн — пикколо
- Джордж Хайд — валторна
- Лэрри Нечтел — орган Хаммонда
- Плас Джонсон — пикколо, флейты
- Эл Де Лори — джанк-пианино
- Майк Мелвоин — вертикальное пианино
- Джей Мильори — флейты
- Томми Морган — бас-гармоника, накладной варган, губная гармоника
- Билл Питман — шестиструнный бас
- Рэй Полман — бас-гитара
- Дон Рэнди — электро-клавесин
- Лайл Ритц — контрабас, бас-гитара
- Билли Стрейндж — 12-струнная электро-ритм-гитара
- Пол Таннер — электро-терменвокс (в песне «Good Vibrations»)
- Терри (фамилия неизвестна, возможно, Терри Мелчер) — тамбурин
- Артур Райт — бас-гитара
- Неизвестный (возможно Хэл Блейн) — тамбурин

Производственный персонал
- Чак Бритц — звукоинженер
- Кэл Харрис — звукоинженер
- Джим Локерт — звукоинженер
- группа The Beach Boys — продюсеры
- Брайан Уилсон — продюсер (песня «Good Vibrations»)

## Чарты
| Чарт (1967 г.)                             | - Позиция - в чарте |
| ------------------------------------------ | ------------------- |
| Великобритания (Record Retailer LPs Chart) | 9                   |
| США (Billboard 200)                        | 41                  |